# Гравітаційні сепараційні процеси
Гравітаційні сепараційні процеси

Рис. 1 — Режими гравітаційної сепарації. а — прямотечійний; б — протитечійний; в — напівпротитечійний. Цифрами позначені продукти сепарації: 0 — вихідний; 1 — важкий; 3 — легкий.

Сепараційні ефекти, викликані розходженням поводження різних частинок при їхній взаємодії з рідким середовищем, дозволяють здійснювати сепарацію сумішей частинок, що мають відмінності в крупності і густині.
Процес сепарації може здійснюватися такими способами:
– сепарація в об'ємі, у якому сепараційний ефект виникає незалежно від кількості частинок, що знаходяться одночасно і розподілені у рідкому середовищі; такий спосіб сепарації реалізується при гідравлічній класифікації, згущенні суспензії, збагаченні у важких середовищах;
– сепарація в шарі; у цьому випадку сепараційний ефект виникає при взаємодії з іншими частинками, що приводить до розподілу частинок за густиною в товщині шару; такий спосіб сепарації реалізується при відсадженні, сепарації в струминних жолобах, гидросайзерах і в інших пристроях, що забезпечують сегрегацію частинок за густиною;
– сепарація на поверхнях, в якій сепараційний ефект виникає при взаємодії з твердою поверхнею частинок, що знаходяться в потоці рідкого середовища; вона реалізується на концентраційних столах, у гвинтових сепараторах, гвинтових шлюзах і інших пристроях, що використовують ефекти, які виникають у потоках рідини, що течуть по похилих поверхнях.
За напрямком руху потоків вихідної суміші зерен зі зміненим унаслідок сепараційних ефектів складом, режими сепарації можуть бути:
– прямотечійний (рис. 1 а);
– протитечійний (рис. 1 б);
– напівпротитечійний (рис. 1 в).
При прямотечійному режимі з поділюваної суміші зерен (частинок) по мірі її поступального просування уздовж робочого простору сепаратора формуються два потоки. Один з них містить переважно частинки більш високої густини (важкі), інший — меншої густини (легкі).
При протитечійному режимі має місце циркуляція шарів з різним змістом частинок. Суміш зерен (частинок), по мірі її просування в робочому просторі сепаратора, розділяється на потоки з різним вмістом легких і важких частинок. Один з потоків реверсується і рухається в напрямку, протилежному вихідному потоку. При цьому відбувається його повторна сепарація, що приводить до підвищення його чистоти.
При напівпротитечійному режимі має місце комбінація прямотечійного і протитечійного режимів.